# 灰毛婆婆纳
灰毛婆婆纳（学名：Veronica cana），为車前草科婆婆纳属下的一个植物种。